# Jack Wilshere
Jack Andrew G. Wilshere (Stevenage, Hertfordshire, 1 de gener de 1992) és un futbolista anglès que actualment juga de centrecampista ofensiu pel West Ham UFC de la Premier League anglesa.

## Carrera futbolística

### De reserva
Es va incorporar a l'Acadèmia de l'Arsenal FC en l'octubre del 2001, quan tenia nou anys, en el seu penúltim any de l'escola primària, després de passar dos mesos amb el Luton Town FC. Puja a través de les files del club i a l'edat de 15 anys és nomenat capità de sub-16, fent algunes aparicions per als menors de 18 anys. En l'estiu del 2007, Wilshere apareix en la Copa de Campions de la Joventut i al seu retorn a Anglaterra l'entrenador Steve Bould ho posa de titular contra el Chelsea menors de 18 anys. Ell va marcar el seu primer gol contra l'Aston Villa FC sub-18, en un partit que es va guanyar per 4 a 1. A continuació, va marcar un triplet contra el Watford FC sub-18, ajudant el seu equip a aconseguir un títol de Grup A d'Acadèmia.
El febrer del 2008, va fer el seu debut amb l'Arsenal Reserves contra el Reading, marcant l'únic gol del partit. A l'abril va fer el seu debut en casa, contra el Derby County FC reserves, eixint de la banqueta i donant una assistència a Rhys Murphy. Contra el West Ham United FC, va crear el primer gol pel davanter portuguès Rui Fonte i va ser el golejador del segon gol, un tir que va entrar per l'escaire. A continuació, va jugar la Copa Atalanta juntament amb els altres sub-16 del club, on va guanyar el torneig i proclamant-se el millor jugador del torneig.
El juny del 2009, va rebre diverses ofertes de cessió de clubs importants com Rangers, Newcastle, Hull city i Fulham, per a adaptar-se a la primera divisió. Pel que sembla signaria amb el Newcastle per una cessió d'una temporada completa, la 2009-2010.

## Estadístiques de carrera

### Club
| Club                      | Temporada         | Lliga | Lliga | Lliga  | FA Cup | FA Cup | FA Cup | Copa de la Lliga | Copa de la Lliga | Copa de la Lliga | Europa | Europa | Europa | Total | Total | Total  |
| Club                      | Temporada         | Ap.   | Gols  | Assis. | Ap.    | Gols   | Assis. | Ap.              | Gols             | Assis.           | Ap.    | Gols   | Assis. | Ap.   | Gols  | Assis. |
| ------------------------- | ----------------- | ----- | ----- | ------ | ------ | ------ | ------ | ---------------- | ---------------- | ---------------- | ------ | ------ | ------ | ----- | ----- | ------ |
| Arsenal FC                | 2008–09           | 1     | 0     | 0      | 2      | 0      | 0      | 3                | 1                | 1                | 2      | 0      | 0      | 8     | 1     | 1      |
| Arsenal FC                | 2009–10           | 1     | 0     | 0      | 1      | 0      | 0      | 2                | 0                | 0                | 3      | 0      | 0      | 7     | 0     | 0      |
| Bolton Wanderers (cessió) | 2009–10           | 14    | 1     | 1      | 0      | 0      | 0      | 0                | 0                | 0                | 0      | 0      | 0      | 14    | 1     | 1      |
| Arsenal FC                | 2010–11           | 35    | 1     | 3      | 2      | 0      | 0      | 5                | 0                | 3                | 7      | 1      | 3      | 49    | 2     | 9      |
| Total a l'Arsenal         | Total a l'Arsenal | 37    | 1     | 3      | 5      | 0      | 0      | 9                | 1                | 4                | 12     | 1      | 3      | 64    | 3     | 11     |
| Total de carrera          | Total de carrera  | 51    | 2     | 4      | 5      | 0      | 0      | 9                | 1                | 4                | 12     | 1      | 3      | 78    | 4     | 12     |

(Corregit el 18:50, 17 de maig del 2011)

### Equip nacional
| Equip nacional | Club       | Any   | Aparicions | Gols | Assistències |
| -------------- | ---------- | ----- | ---------- | ---- | ------------ |
| Anglaterra     | Arsenal FC | 2010  | 1          | 0    | 0            |
| Anglaterra     | Arsenal FC | 2011  | 4          | 0    | 1            |
| Total          | Total      | Total | 5          | 0    | 1            |